# 勒通德
勒通德（法語：Rethondes，法語發音：[ʁətɔ̃d]）是法国瓦兹省的一个市镇，属于贡比涅区。

## 地理
勒通德（49°24'58"N, 2°56'24"E）面积9.48 平方千米，位于法国上法蘭西大區瓦兹省，该省份为法国北部内陆省份，北起索姆省，西接厄尔省和滨海塞纳省，南至塞纳-马恩省和瓦兹河谷省，东临埃纳省。
与勒通德接壤的市镇（或旧市镇、城区）包括：埃纳河畔贝尔讷伊、舒瓦西欧巴克、贡比涅、圣克雷潘欧布瓦、特罗利布勒伊。

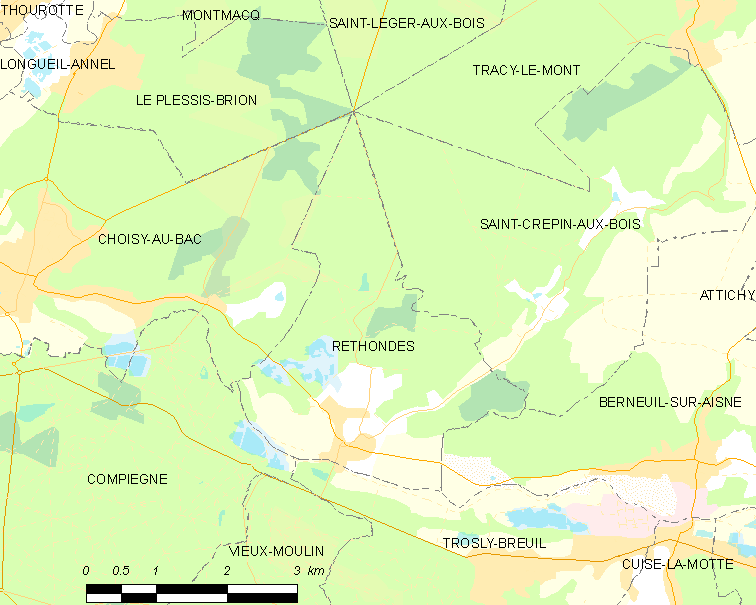
勒通德的OSM定位图

勒通德的时区为UTC+01:00、UTC+02:00（夏令时）。

## 行政
勒通德的邮政编码为60153，INSEE市镇编码为60534。

## 政治
勒通德所属的省级选区为贡比涅第一县。

## 人口

1962-2008年间勒通德人口变化图示

勒通德于2022年1月1日时的人口数量为649人。